# Pięknotka (astrowate)

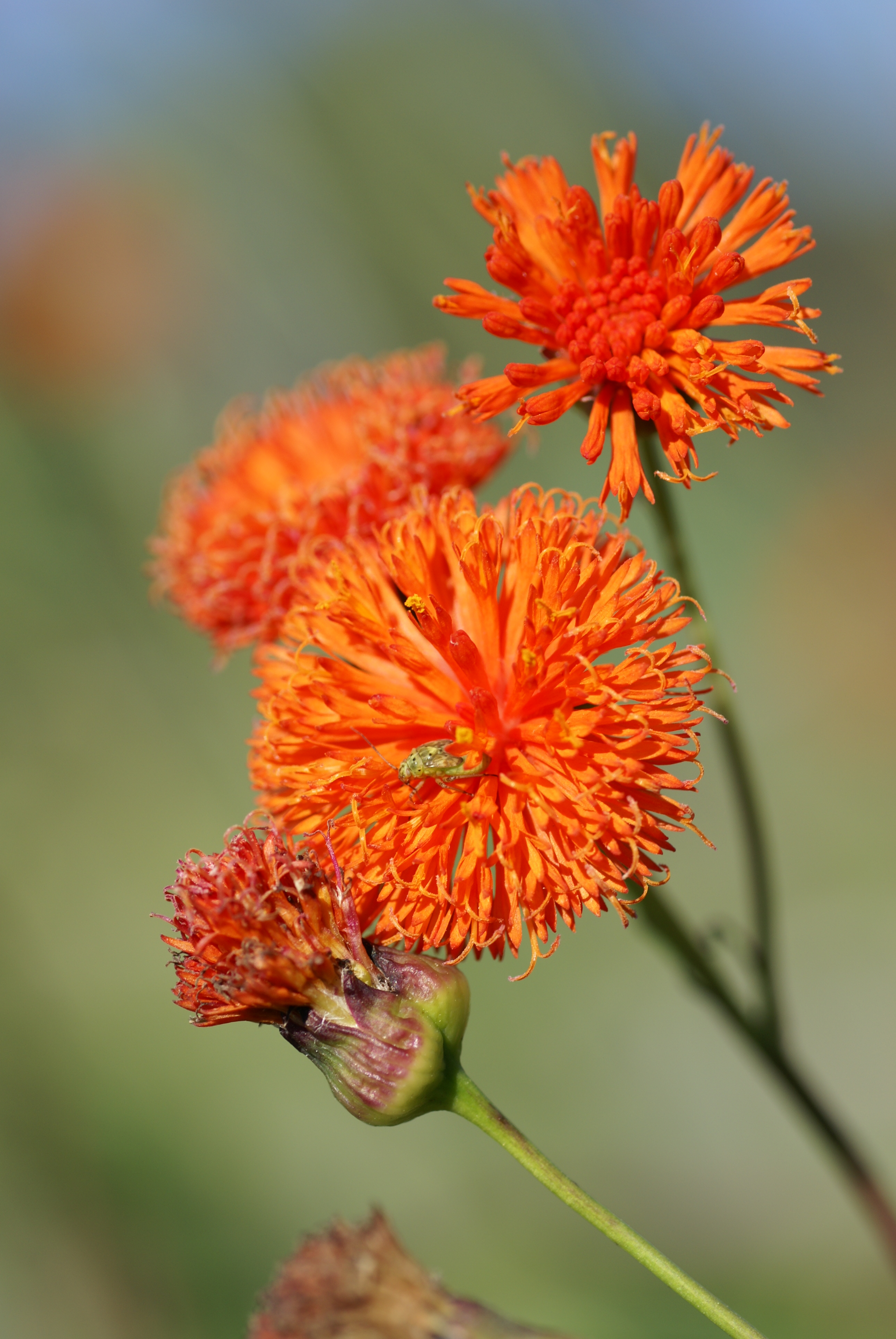
Pięknotka szkarłatna

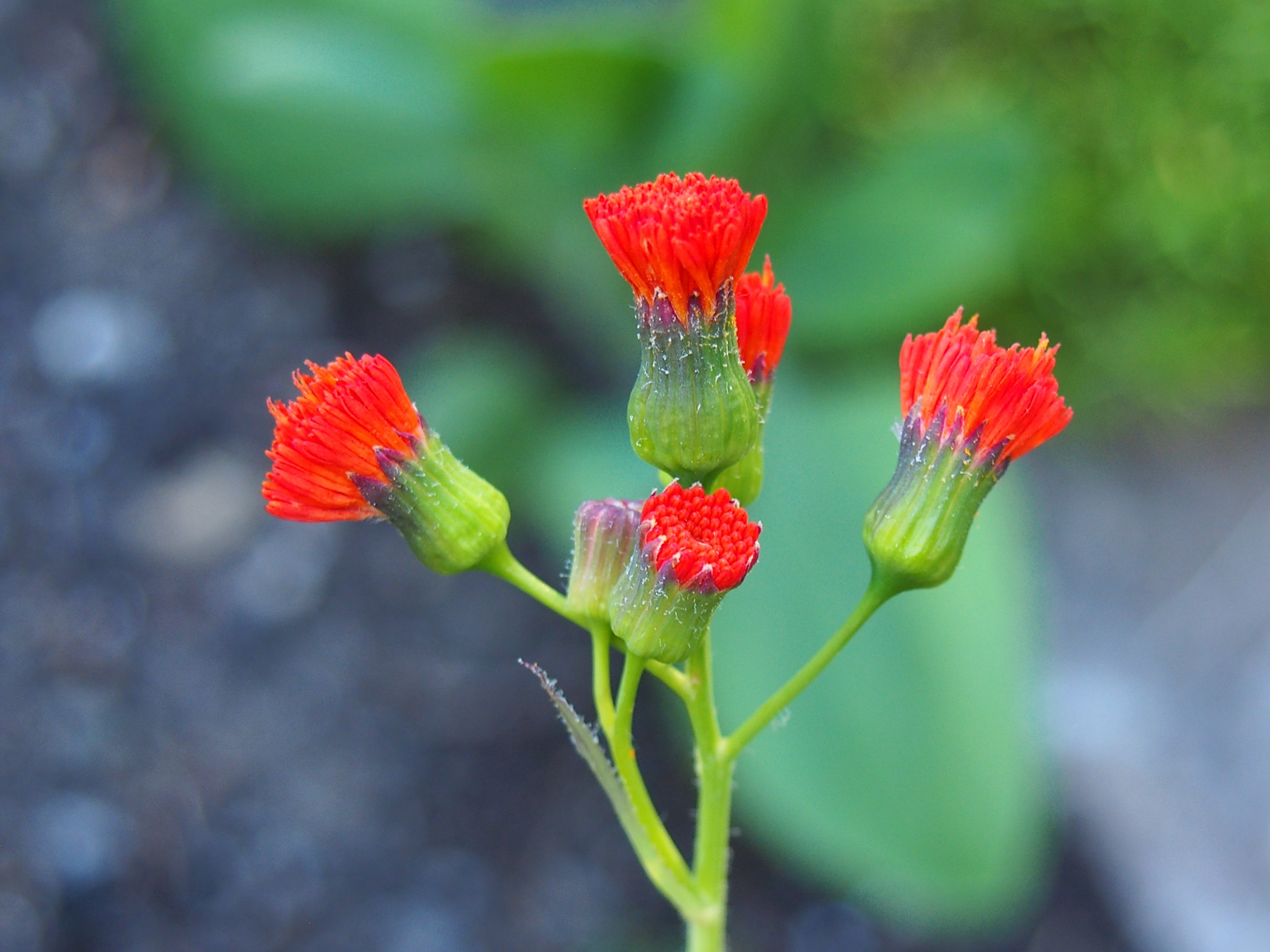
Pięknotka jawajska

Pięknotka, rozpłonka (Emilia Cass.) – rodzaj roślin z rodziny astrowatych (Asteraceae). Obejmuje 117 gatunków. Rośliny te są szeroko rozprzestrzenione w strefie tropikalnej i subtropikalnej Starego Świata, nielicznie reprezentowane także na kontynentach amerykańskich. Na północy zasięg rodzaju sięga do Florydy i Teksasu w Ameryce Północnej, Arabii Saudyjskiej, środkowych Chin i Japonii w Azji. Różne gatunki z rodzaju są poza tym rozprzestrzenione jako introdukowane, m.in. do Australii.
Niektóre gatunki uprawiane są jako rośliny ozdobne, m.in. pięknotka szkarłatna E. coccinea i pięknotka jawajska E. javanica. Emilia sonchifolia wykorzystywana była jako roślina lecznicza i warzywo, współcześnie stała się szeroko rozprzestrzenionym chwastem w strefie równikowej.

## Morfologia

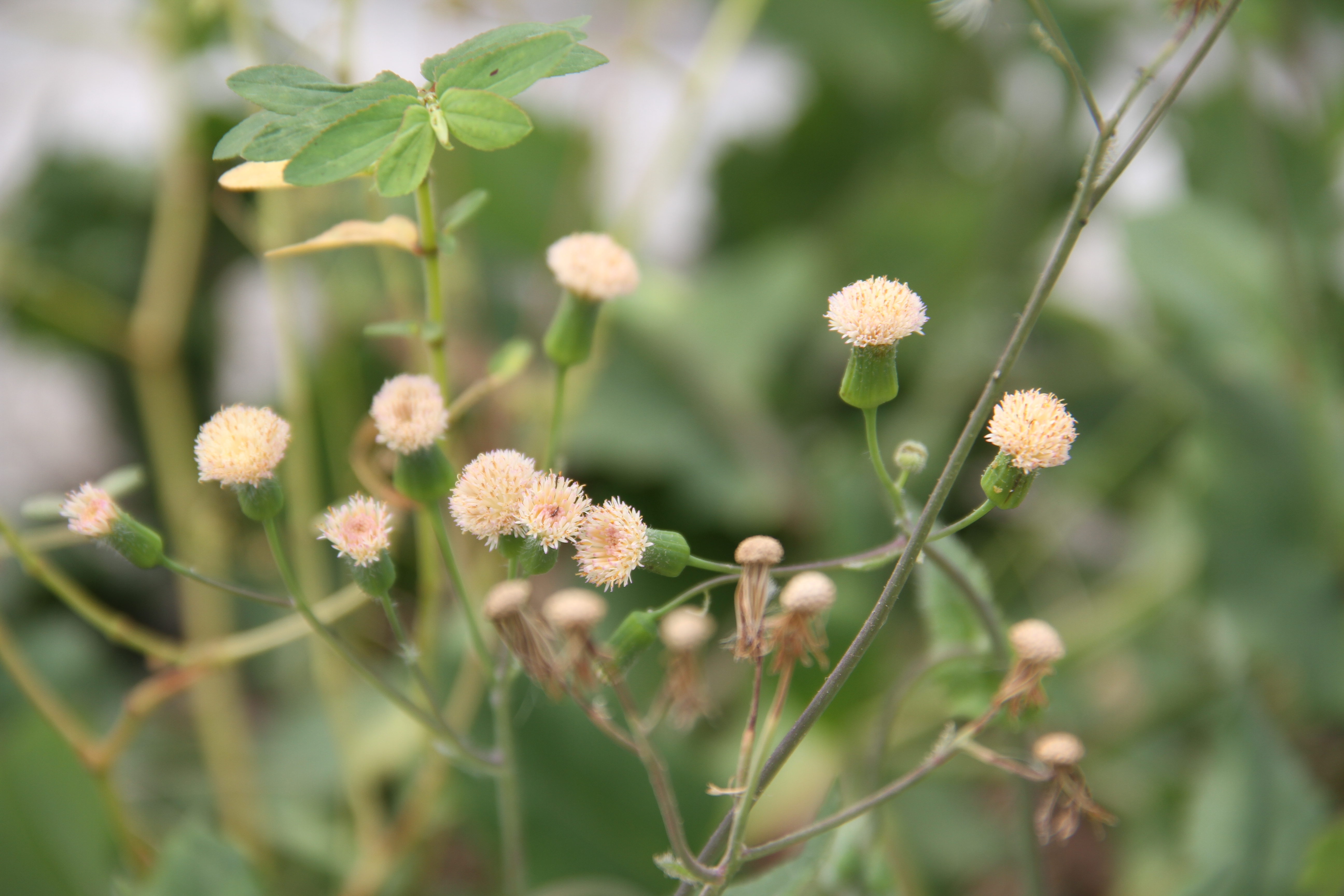
Emilia praetermissa

PokrójRośliny zielne (roczne, jeśli wieloletnie to monokarpiczne). Pędy zazwyczaj prosto wzniesione, pojedyncze lub luźno rozgałęzione (na całej długości lub tylko w górnej części), osiągające zwykle od 20 do 100 cm wysokości, często sine.
LiścieSkrętoległe, ogonkowe lub siedzące, czasem uszkowatą nasadą obejmujące łodygę. Blaszka pierzasto użyłkowana, lancetowata do jajowatej, czasem pierzasto lub lirowato klapowana, całobrzega lub ząbkowana, naga lub owłosiona, u niektórych gatunków pajęczynowato.
KwiatyZebrane w koszyczki, a te w baldachogroniaste kwiatostany złożone. Okrywy urnowate, dzwonkowate i walcowate, zazwyczaj od 2 do nieco ponad 8 mm średnicy. Listki okrywy trwałe, wyrastają w jednym lub dwóch rzędach, są prosto wzniesione, ale odginają się w czasie owocowania. Na ogół są równowąskie do podługowatych, równej długości, na brzegu obłonione, na wierzchołku zielone, bardzo rzadko czarne. Dno kwiatostanowe jest płaskie lub wypukłe i gładkie, rzadko z delikatnymi wgłębieniami. Kwiatów języczkowych brak. W koszyczku rozwija się od 20 do 50, rzadziej nawet ponad 100 kwiatów rurkowatych, obupłciowych, tylko w centralnej części męskich. Korony są różowe, lawendowe, czerwonawe, czasem pomarańczowe, żółte i białe. W dole korona jest na krótkim odcinku wąskorurkowata, wyżej lejkowata lub walcowata, zakończona 5 wyprostowanymi lub odgiętymi, lancetowatojajowatymi łatkami.
OwoceNiełupki barwy słomiastej lub brązowej, mają kształt wrzecionowaty do pryzmatycznego, są 5-żebrowe, nagie, ale zwykle z włoskami na żebrach. Puch kielichowy w postaci ponad 80 białych, delikatnych, pierzasto owłosionych ości.

## Systematyka
Pozycja systematyczna

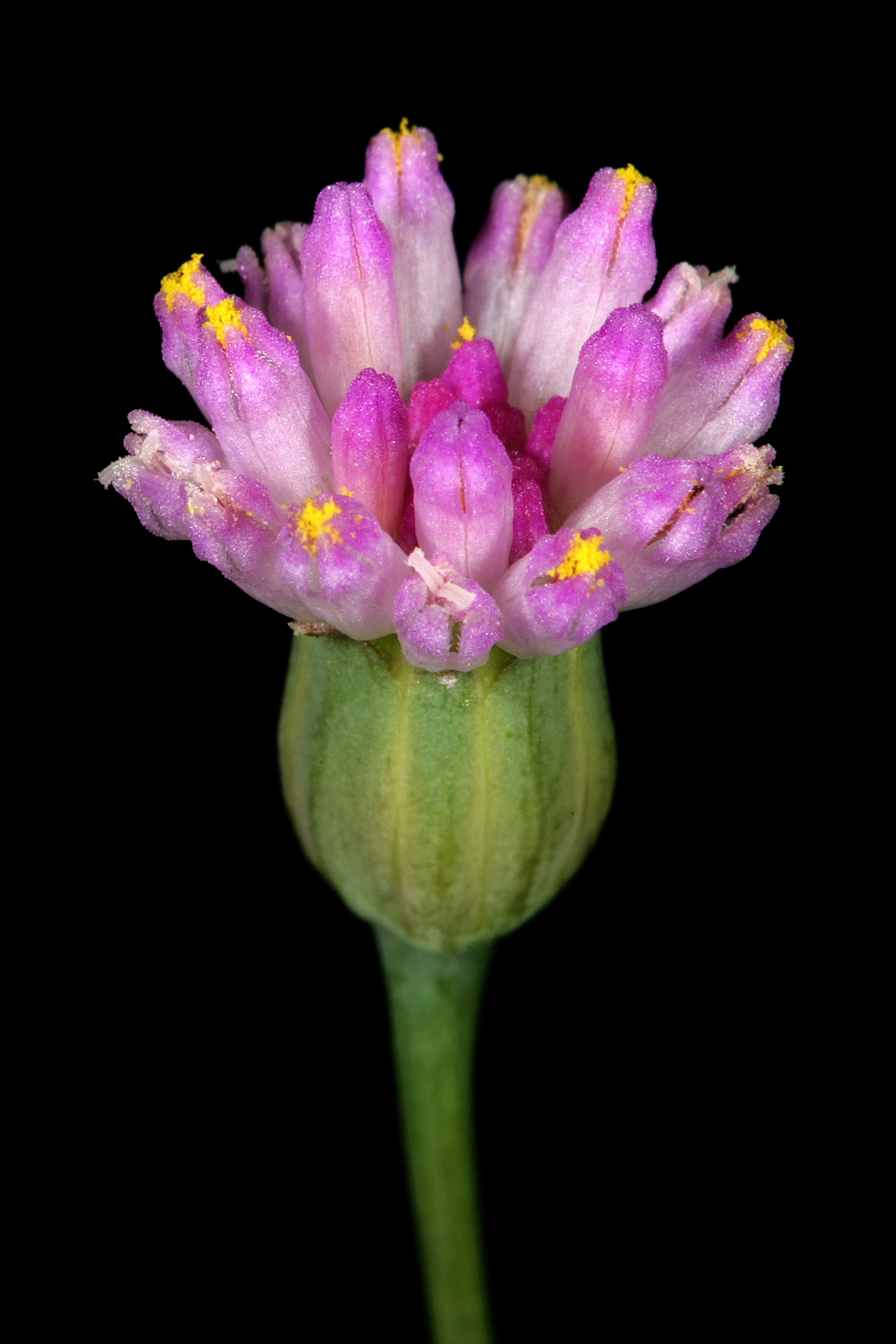
Emilia transvaalensis

Rodzaj z rodziny astrowatych Asteraceae, z podrodziny Asteroideae, plemienia Senecioneae i podplemienia Senecioninae.
Wykaz gatunków
- Emilia abyssinica (Sch.Bip. ex A.Rich.) C.Jeffrey
- Emilia adamagibaensis Mesfin & Beentje
- Emilia adscendens DC.
- Emilia alstonii Fosberg
- Emilia arvensis Mesfin & Beentje
- Emilia aurita C.Jeffrey
- Emilia baberka (Hutch.) C.Jeffrey
- Emilia baldwinii Fosberg
- Emilia bampsiana Lisowski
- Emilia basifolia Baker
- Emilia bathiei Humbert
- Emilia baumii S.Moore
- Emilia bellioides (Chiov.) C.Jeffrey
- Emilia bianoensis Lisowski
- Emilia blittersdorffii Beentje
- Emilia brachycephala (R.E.Fr.) C.Jeffrey
- Emilia capillaris Humbert
- Emilia cenioides C.Jeffrey
- Emilia charlesii Kottaim.
- Emilia chiovendeana (Muschl.) Lisowski
- Emilia citrina DC.
- Emilia coccinea (Sims) G.Don – pięknotka szkarłatna[5]
- Emilia coloniaria (S.Moore) C.Jeffrey
- Emilia crepidioides Garab.
- Emilia crispata C.Jeffrey
- Emilia cryptantha C.Jeffrey
- Emilia debilis S.Moore
- Emilia decaryi Humbert
- Emilia decipiens C.Jeffrey
- Emilia discifolia (Oliv.) C.Jeffrey
- Emilia djalonensis Lisowski
- Emilia duvigneaudii Lisowski
- Emilia emilioides (Sch.Bip.) C.Jeffrey
- Emilia everettii (Hemsl.) Steenis
- Emilia exserta Fosberg
- Emilia fallax (Mattf.) C.Jeffrey
- Emilia flaccida Miq.
- Emilia fosbergii Nicolson
- Emilia fugax C.Jeffrey
- Emilia gaudichaudii Gagnep.
- Emilia gossweileri (S.Moore) C.Jeffrey
- Emilia graminea DC.
- Emilia helianthella C.Jeffrey
- Emilia herbacea Mesfin & Beentje
- Emilia hiernii C.Jeffrey
- Emilia hockii (De Wild. & Muschl.) C.Jeffrey
- Emilia homblei (De Wild.) C.Jeffrey
- Emilia humifusa DC.
- Emilia infralignosa Humbert
- Emilia integrifolia Baker
- Emilia irregularibracteata (De Wild.) C.Jeffrey
- Emilia javanica (Burm.f.) C.B.Rob. – pięknotka jawajska[5]
- Emilia jeffreyana Lisowski
- Emilia juncea Robyns
- Emilia kasaiensis Lisowski
- Emilia khaopawtaensis H.Koyama
- Emilia kilwensis C.Jeffrey
- Emilia kivuensis (Muschl.) C.Jeffrey
- Emilia × latens J.Y.Wang & J.C.Wang
- Emilia lejolyana Lisowski
- Emilia leptocephala (Mattf.) C.Jeffrey
- Emilia leucantha C.Jeffrey
- Emilia libeniana Lisowski
- Emilia limosa (O.Hoffm.) C.Jeffrey
- Emilia lisowskiana C.Jeffrey
- Emilia longifolia C.Jeffrey
- Emilia longipes C.Jeffrey
- Emilia longiramea (S.Moore) C.Jeffrey
- Emilia lopollensis (Hiern) C.Jeffrey
- Emilia lubumbashiensis Lisowski
- Emilia lyrata (Cass.) C.Jeffrey
- Emilia malaisseana Lisowski
- Emilia marlothiana (O.Hoffm.) C.Jeffrey
- Emilia mbagoi Beentje & Mesfin
- Emilia micrura C.Jeffrey
- Emilia moutsamboteana Lisowski
- Emilia myriocephala C.Jeffrey
- Emilia negellensis Mesfin & Beentje
- Emilia pammicrocephala (S.Moore) C.Jeffrey
- Emilia papuana Mattf.
- Emilia parnassiifolia S.Moore
- Emilia perrieri Humbert
- Emilia petitiana Lisowski
- Emilia pinnatifida Merr.
- Emilia praetermissa Milne-Redh.
- Emilia prenanthoidea DC.
- Emilia protracta S.Moore
- Emilia pseudactis C.Jeffrey
- Emilia pumila DC.
- Emilia ramulosa Gamble
- Emilia reddyi Satish & J.Prak.Rao
- Emilia rehmanniana Lisowski
- Emilia rigida C.Jeffrey
- Emilia robynsiana Lisowski
- Emilia scabra DC.
- Emilia schinzii (O.Hoffm.) Cron
- Emilia schmitzii Lisowski
- Emilia serpentina Mesfin & Beentje
- Emilia serrata Humbert
- Emilia shabensis Lisowski
- Emilia simulans C.Jeffrey
- Emilia somalensis (S.Moore) C.Jeffrey
- Emilia sonchifolia (L.) DC.
- Emilia speeseae Fosberg
- Emilia subscaposa Lisowski
- Emilia tenellula (S.Moore) C.Jeffrey
- Emilia tenera (O.Hoffm.) C.Jeffrey
- Emilia tenuipes C.Jeffrey
- Emilia tenuis C.Jeffrey
- Emilia tessmannii (Mattf.) C.Jeffrey
- Emilia transvaalensis (Bolus) C.Jeffrey
- Emilia tricholepis C.Jeffrey
- Emilia ukambensis (O.Hoffm.) C.Jeffrey
- Emilia ukingensis (O.Hoffm.) C.Jeffrey
- Emilia vanmeelii Lawalrée
- Emilia violacea Cronquist
- Emilia zairensis Lisowski
- Emilia zeylanica C.B.Clarke